# Stefan Grabiński
Stefan Grabiński (Kamionka Bużańska, 1887. február 26. – Lwów, 1936. november 12.) lengyel fantasztikus író. Úgy is nevezik, mint a „lengyel Poe” vagy a „lengyel Lovecraft”.

## Élete
Galíciai értelmiségi családban született. Édesapja a megyei bíróság vezetője volt, édesanyja zenetanárként dolgozott. Apja halála után  nem sokkal a család Lwówba költözött. 1905-ben fejezte be középiskolai tanulmányait, ezután lengyel irodalmat és filológiát tanult a Lwówi Egyetemen. A tuberkulózis örökletes volt a családjában. Buzgó vallásos emberként ennek a betegségnek a felfedezése önmagán jelentősen befolyásolta a világnézetét és írásait.
1911-től középiskolai tanárként helyezkedett el Lwówban. Ez idő alatt sokat utazott, járt Ausztriában (1914-1915), Olaszországban (1927-ben) és Romániában (1929-ben).
Sok története foglalkozik olyan témákkal, mint a hatalom, a gondolat, az életenergia és a szexualitás.
1917 és 1927 között Przemyślben dolgozott tanárként. A tuberkulózisa tovább romlott, ezért kénytelen volt visszavonulni. 1931-ben telepedett le Brzuchowicében, ahol annak ellenére, hogy íróként sikereket ért el, egyre inkább magára maradt, végül súlyos szegénységben halt meg.

### A halála után
Bár életében rendszeresen megjelent Lengyelországban, de kevés figyelmet kapott, marginális író maradt a szülőföldjén. A halála után szinte teljesen feledésbe merült. Az 1950-es években kezdtek ismét felfigyelni az alkotásaira, 1975-ben Stanisław Lem szerkesztésében, aki csodálójának nevezte magát, újra megjelentek Grabinski történetei. Az 1980-as években jelent meg több Grabiński-kötet német fordításban, 1993-tól angolul is olvashatók a művei.
Lengyelországban tisztelői 2012-t „Grabiński-év”nek nyilvánították.

## Művei

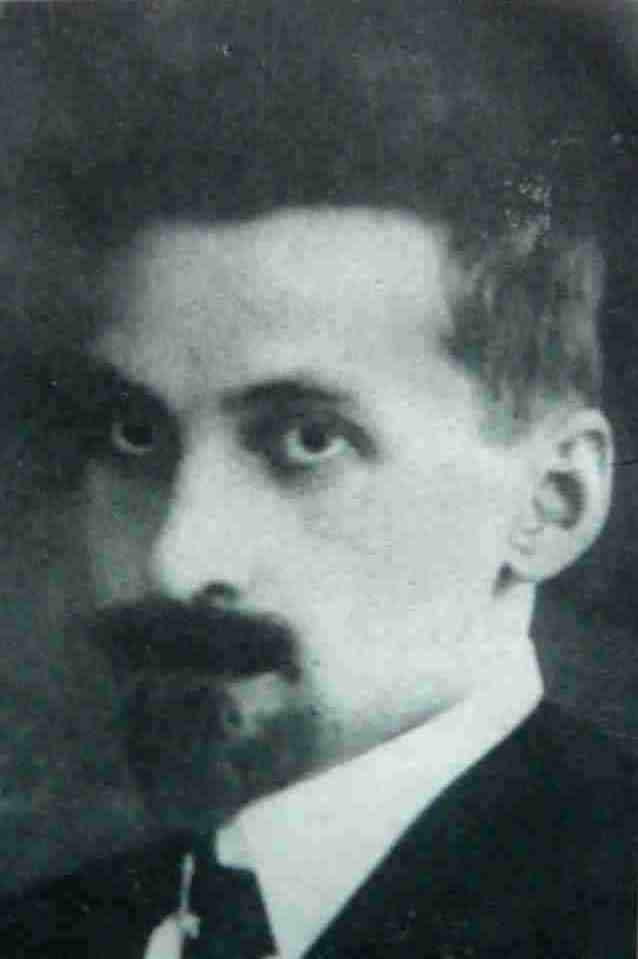
Stefan Grabiński

### Novelláskötetek
- Z wyjątków. W pomrokach wiary – A kivételek (1909) (Stefan Żalny álnéven)
- Na wzgórzu róż – Rózsák a hegyen (1918)
- Demon ruchu – A démon mozgása (1919)
- Szalony pątnik – Az őrült zarándok (1920)
- Niesamowita opowieść – Csodálatos történet (1922)
- Księga ognia – Könyv a tűz (1922)
- Namiętność – A szenvedély (1930)

### Regények
- Salamandra – Szalamandra (1924)
- Cień Bafometa – Baphomet árnyékában (1926)
- Klasztor i morze – A kolostor és a tenger (1928)
- Wyspa Itongo – Itongo sziget (1936)
- Motywy docenta Ponowy (befejezetlen kézirat)

## Filmváltozatok
- 1927 Kochanka Szamoty – A tűz-szerető[2][3]
- 1969 Pozarowisko (tévéfilm)
- 1984 Dom Sary – Sára háza (tévéfilm)
- 1986 Nikt nie jest winien – Senki sem hibáztatható
- 1999 Szamotas Geliebte – A tűz szeretője
- 2002 Ultima Thule – A legutolsó thulei

## Fordítás
- Ez a szócikk részben vagy egészben  a   Stefan Grabiński című angol Wikipédia-szócikk ezen változatának fordításán alapul.  Az eredeti cikk szerkesztőit annak laptörténete sorolja fel. Ez a jelzés csupán a megfogalmazás eredetét és a szerzői jogokat jelzi, nem szolgál a cikkben szereplő információk forrásmegjelöléseként.